# IQIYI Qiyu 3
O IQIYI Qiyu 3 é um equipamento de realidade virtual independente (tudo-em-um), que opera com o sistema Android, lançado em 2021 no formato de um óculos tecnológico de cabeça para jogos eletrônicos (dispositivo tecnológico de imersão em ambiente virtual 3D e em 360°) e é também uma plataforma de realidade virtual (VR) desenvolvida pela iQUT, anunciado em janeiro de 2023.

## Especificações
Os detalhes técnicos do óculos:
- Tipo: Standalone VR (all-in-one);
- Optics: Pancake lenses
- IPD Range: 58-72 mm, hardware ajustável (manual)
- Passthrough: via tracking cameras
- Display: 2 x LCD binocular
- Resolução: 2160x2160 por-olho
- Atualização: 90 Hz
- Visible FoV: 95° horizontal e 90° vertical
- Tracking: 6 DoF Inside-out via 4 integrated cameras
- Controle: 2 x Qiyu 3 Controller 6 DoF, joystick, face buttons, triggers
- Portas: WiFi 6E, Bluetooth 5.2 LE
- Chipset: Qualcomm Snapdragon XR2
- CPU: Octa-core Kryo 585 (1 x 2.84 GHz, 3 x 2.42 GHz, 4 x 1.8 GHz)
- GPU: Adreno 650
- Memória: 8 GB DDR4
- Armazenamento: X